# Mouaville
Mouaville est une commune française située dans le département de Meurthe-et-Moselle en région Grand-Est.

## Géographie
|                             | Fléville-Lixières |              |
| Béchamps                    | Mouaville         | Thumeréville |
| Saint-Jean-lès-Buzy Moselle | Olley             |              |

### Hydrographie

#### Réseau hydrographique
La commune est dans le bassin versant du Rhin au sein du bassin Rhin-Meuse. Elle est drainée par le ruisseau le Grijolot,.
Le Grijolot, d'une longueur de 11 km, prend sa source dans la commune  et se jette  dans l'Orne à Conflans-en-Jarnisy, après avoir traversé quatre communes. 

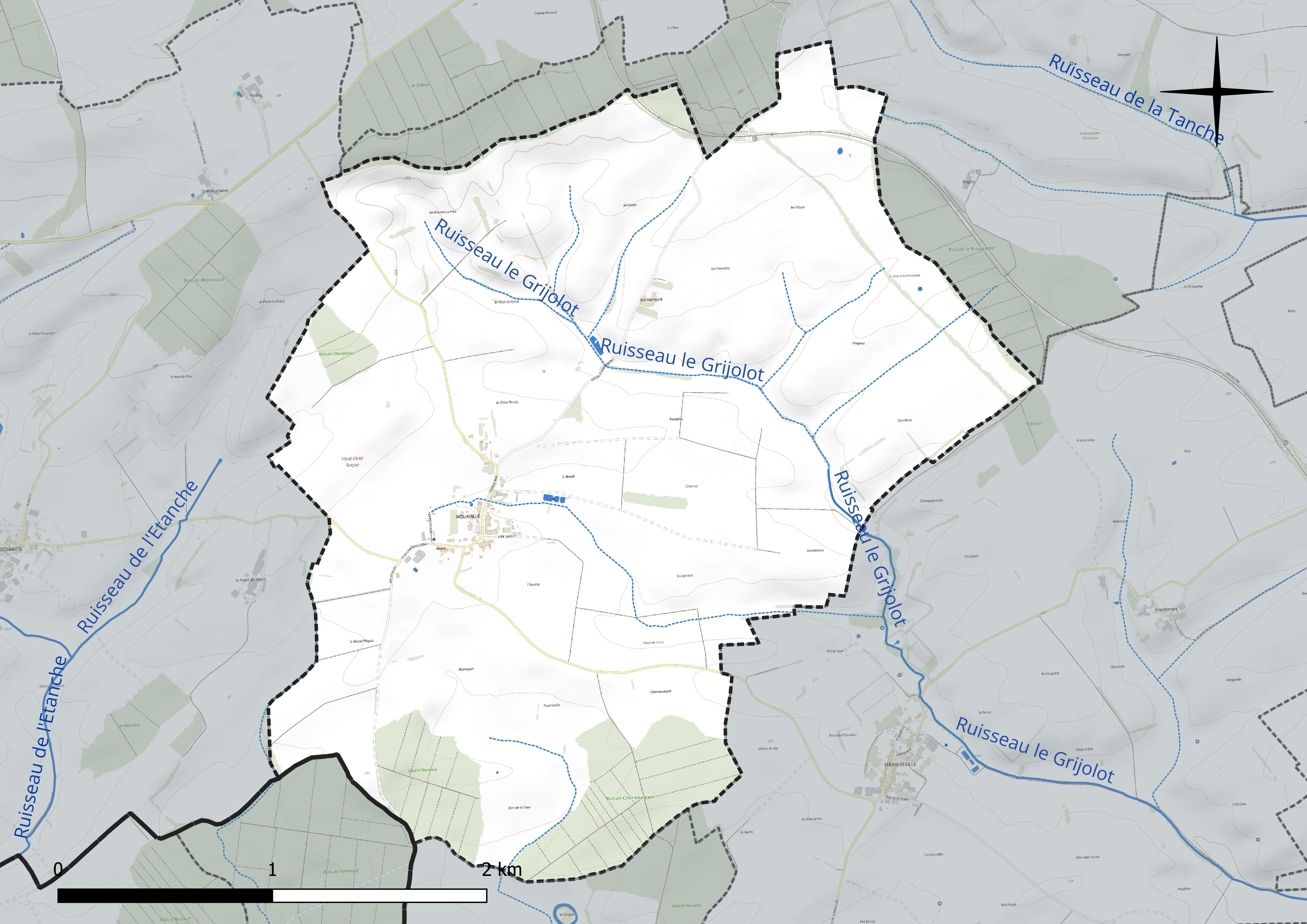
Réseau hydrographique de Mouaville.

#### Gestion et qualité des eaux
Le territoire communal est couvert par le schéma d'aménagement et de gestion des eaux (SAGE) « Bassin ferrifère ». Ce document de planification concerne le périmètre des anciennes galeries des mines de fer, des aquifères et des bassins versants hydrographiques associés qui s’étend sur 2 418 km2. Les bassins versants concernés sont celui de la Chiers en amont de la confluence avec l'Othain, et ses affluents (la Crusnes, la Pienne, l'Othain), celui de l'Orne et ses affluents et celui de la Fensch, le Veymerange, la Kiesel et les parties françaises du bassin versant de l'Alzette et de ses affluents (Kaylbach, ruisseau de Volmerange). Il a été approuvé le 27 mars 2015. La structure porteuse de l'élaboration et de la mise en œuvre est la région Grand Est. 
La qualité des cours d’eau peut être consultée sur un site dédié géré par les agences de l’eau et l’Agence française pour la biodiversité. 

### Climat
Pour des articles plus généraux, voir Climat du Grand Est et Climat de Meurthe-et-Moselle.
En 2010, le climat de la commune est de type climat des marges montargnardes, selon une étude du Centre national de la recherche scientifique s'appuyant sur une série de données couvrant la période 1971-2000. En 2020, Météo-France publie une typologie des climats de la France métropolitaine dans laquelle la commune est dans une zone de transition entre le climat océanique altéré et le climat océanique altéré et est dans la région climatique  Lorraine, plateau de Langres, Morvan, caractérisée par un hiver rude (1,5 °C), des vents modérés et des brouillards fréquents en automne et hiver. 
Pour la période 1971-2000, la température annuelle moyenne est de 9,6 °C, avec une amplitude thermique annuelle de 16,3 °C. Le cumul annuel moyen de précipitations est de 856 mm, avec 13 jours de précipitations en janvier et 9,3 jours en juillet. Pour la période 1991-2020, la température moyenne annuelle observée sur la station météorologique de Météo-France la plus proche, « Rouvres-en-woevre », sur la commune de Rouvres-en-Woëvre à 6 km à vol d'oiseau, est de 10,8 °C et le cumul annuel moyen de précipitations est de 668,3 mm. 
La température maximale relevée sur cette station est de 40,2 °C, atteinte le 24 juillet 2019 ; la température minimale est de −15,4 °C, atteinte le 7 février 2012,,. 
Les paramètres climatiques de la commune ont été estimés pour le milieu du siècle (2041-2070) selon différents scénarios d'émission de gaz à effet de serre à partir des nouvelles projections climatiques de référence DRIAS-2020. Ils sont consultables sur un site dédié publié par Météo-France en novembre 2022.

## Urbanisme

### Typologie
Au 1er janvier 2024, Mouaville est catégorisée commune rurale à habitat dispersé, selon la nouvelle grille communale de densité à sept niveaux définie par l'Insee en 2022.
Elle est située hors unité urbaine et hors attraction des villes,.

### Occupation des sols
L'occupation des sols de la commune, telle qu'elle ressort de la base de données européenne d’occupation biophysique des sols Corine Land Cover (CLC), est marquée par l'importance des territoires agricoles (91,3 % en 2018), une proportion sensiblement équivalente à celle de 1990 (91,1 %). La répartition détaillée en 2018 est la suivante : terres arables (65,8 %), prairies (25,5 %), forêts (8,7 %). L'évolution de l’occupation des sols de la commune et de ses infrastructures peut être observée sur les différentes représentations cartographiques du territoire : la carte de Cassini (XVIIIe siècle), la carte d'état-major (1820-1866) et les cartes ou photos aériennes de l'IGN pour la période actuelle (1950 à aujourd'hui).

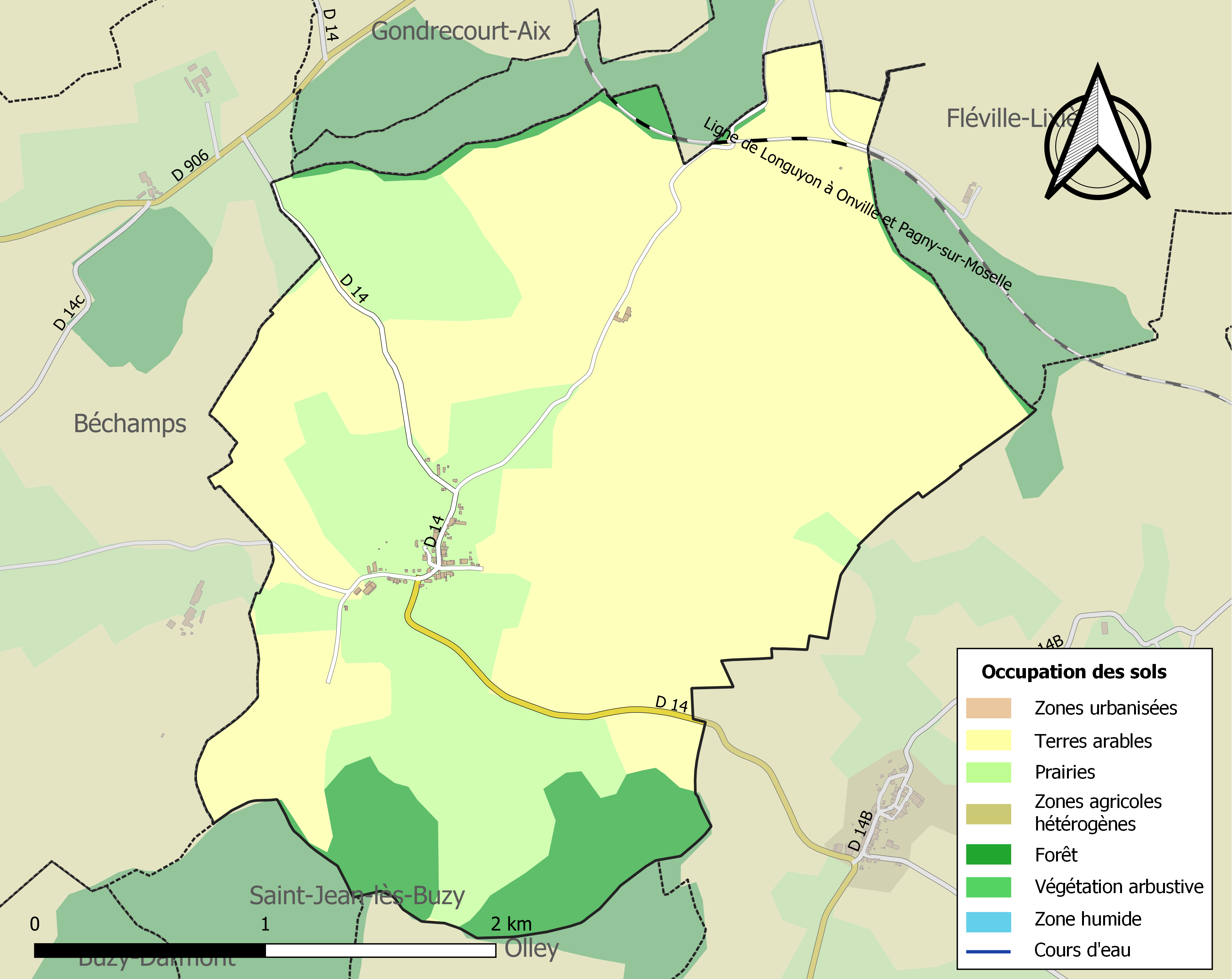
Carte des infrastructures et de l'occupation des sols de la commune en 2018 (CLC).

## Toponymie
Le nom de la localité est attesté sous les formes Moaldivilla (1049) ; Mouanville, Monaiville (1539) ; Mouville (1612) ; Moiville (1677) ; Moaldi, Modoaldi villa.

## Histoire
Village de l'ancienne province du Barrois.

## Politique et administration
| Période                                  | Période   | Identité                                      | Étiquette | Qualité                              |
| ---------------------------------------- | --------- | --------------------------------------------- | --------- | ------------------------------------ |
| Les données manquantes sont à compléter. |           |                                               |           |                                      |
| mars 2001                                | mars 2008 | Gabriel Albrech                               |           |                                      |
| mars 2008                                | En cours  | Denis Delatte, Réélu pour le mandat 2020-2026 |           | Agriculteur sur moyenne exploitation |

## Démographie
L'évolution du nombre d'habitants est connue à travers les recensements de la population effectués dans la commune depuis 1793. Pour les communes de moins de 10 000 habitants, une enquête de recensement portant sur toute la population est réalisée tous les cinq ans, les populations de référence des années intermédiaires étant quant à elles estimées par interpolation ou extrapolation. Pour la commune, le premier recensement exhaustif entrant dans le cadre du nouveau dispositif a été réalisé en 2007.

En 2022, la commune comptait 104 habitants, en évolution de +6,12 % par rapport à 2016 (Meurthe-et-Moselle : −0,13 %, France hors Mayotte : +2,11 %).
| 1793 | 1800 | 1806 | 1861 | 1866 | 1872 | 1876 | 1881 | 1886 |
| ---- | ---- | ---- | ---- | ---- | ---- | ---- | ---- | ---- |
| 160  | 145  | 188  | 210  | 217  | 193  | 240  | 194  | 167  |

| 1891 | 1896 | 1901 | 1906 | 1911 | 1921 | 1926 | 1931 | 1936 |
| ---- | ---- | ---- | ---- | ---- | ---- | ---- | ---- | ---- |
| 153  | 144  | 142  | 140  | 142  | 102  | 106  | 118  | 120  |

| 1946 | 1954 | 1962 | 1968 | 1975 | 1982 | 1990 | 1999 | 2006 |
| ---- | ---- | ---- | ---- | ---- | ---- | ---- | ---- | ---- |
| 116  | 120  | 117  | 92   | 62   | 66   | 52   | 58   | 100  |

| 2007 | 2012 | 2017 | 2022 | - | - | - | - | - |
| ---- | ---- | ---- | ---- | - | - | - | - | - |
| 106  | 103  | 97   | 104  | - | - | - | - | - |

## Culture locale et patrimoine

### Lieux et monuments
- Présence gallo-romaine.
- Château fort du Moyen Âge, propriété de la famille de Housse jusqu'au début du XVIIIe siècle. Il passa ensuite aux familles de Heulles, du Hautoy et à la veille de la Révolution, à la famille de Bousmard. Acheté à la Révolution par des cultivateurs du village, il fut détruit vers 1840 et remplacé par une ferme.
- Château fort, lieu-dit : Amblemont. Acquise en 1581 par Jean Bloise seigneur d'Amblemont, la seigneurie resta dans cette famille semble-t-il, jusqu'au XVIIIe siècle. À l'emplacement du château médiéval (?), sur lequel on n'a aucune information et dont il ne reste plus que les fossés, une ferme a été construite au XIXe siècle.

### Édifice religieux
- Église paroissiale Saint-Michel construite en 1781, date portée par la porte d'entrée ; restaurée en 1839.

### Héraldique
| Blason de Mouaville | Blason  | D'argent au marronnier arraché de sinople, au chef échiqueté d'or et d'azur de trois tires. |
| Blason de Mouaville | Détails | La noble famille de Housse fut pendant plusieurs siècles seigneur du village de Mouaville. Son blason est attribué à la commune en y ajoutant un marronnier de sinople, rappelant un autre point d'histoire. A la fin du XIXe siècle, le village s'enorgueillissait de la présence d'un magnifique marronnier, âgé de cent ans et planté à l'époque de la Révolution. Toutes les communes de France avaient procédé à cette plantation, mais ceux qui survécurent aux régimes politiques successifs et au temps furent bien plus rares; c'est pourquoi Mouaville porte cet arbre républicain sur les armes de ses anciens seigneurs. Le statut officiel du blason reste à déterminer. |